# The Barnburners
The Barnburners van ser un trio de rock estatunidenc format en Akron, Ohio a finals dels anys 2000. El grup el formaven Dan Auerbach (guitarra i veu), Kip Amore a.k.a. Johnny Belvedere (baix) i Jason “Del Fuego” Edwards (bateria). El trio va realitzar una sèrie de concerts pels locals d'Akron, entre el més popular va ser al Northside, un bar desaparegut de la ciutat. No va gravar mai un album, però sí un EP: The Rawboogie.

## The Raw Boogie EP
En l'any 2001 The Barnburners van gravar un EP que contenia sis pistes d'estil blues i boogie, incloses versions del cantant Junior Kimbrough. D'aquest cantant el mateix Dan Auerbach va fer amb The Black Keys un disc de les seues millors cançons anomenat Chulahoma. És interessant escoltar en Raw Boogie el contrast de les veus, el joc de la guitarra, el baix i la bateria en les versions. El ràpid i l'elèctric dripping de les cançons d'estil blues tocades en Raw Boogie poden recordar a Hound Dog Taylor and the houserockers. El Back to Georgia, en alguns moments recorda al Let’s get Funky de Hound Dog Taylor. “Take Five” la quarta cançó de l'EP, té el tipus del dripping del boogie.

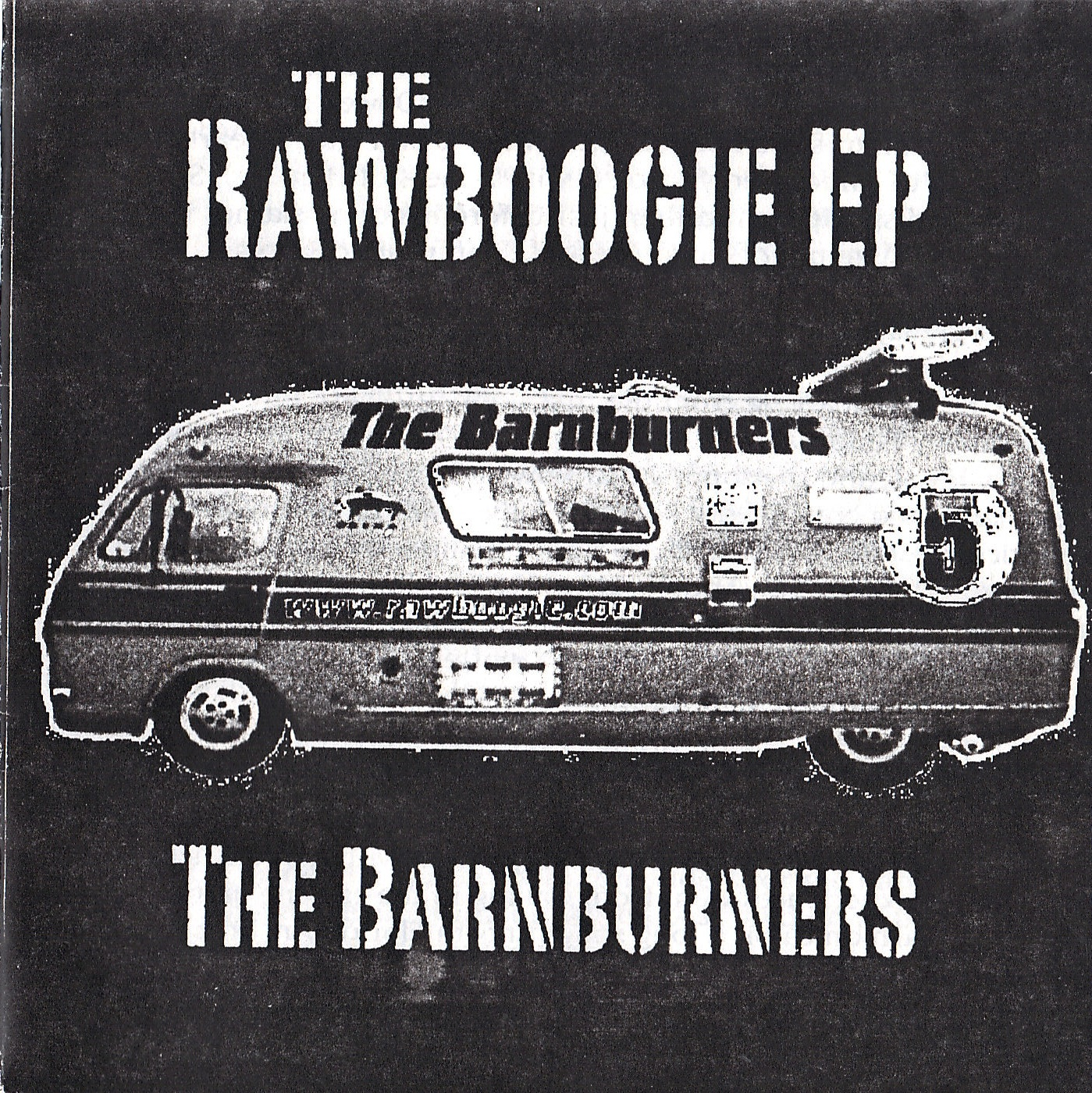
EP Raw Boggie

### Llista de cançons
| 1. | «Back to Georgia» (Hound Dog Taylor)     | 3:05 |
| 2. | «Big Road Blues» (Tommy Johnson)         | 5:57 |
| 3. | «Meet Me in the City» (Junior Kimbrough) | 7:11 |
| 4. | «Take Five»                              | 2:56 |
| 5. | «Things I used to do» (Guitar Slim)      | 3:14 |
| 6. | «Train I ride» (Little Junior)           | 4:15 |